# Boksnuitkevers
De boksnuitkevers (Anthribidae) zijn een familie van kevers. De kevers zijn met maximaal 15mm van gemiddelde grootte en worden overwegend gekenmerkt door hun brede en enigszins afgeplatte monddelen met forse kaken. De monddelen zijn sterk parallel uitgegroeid waardoor ze op een hoekige 'snuit' lijken, het 'rostrum' genaamd. Enkele soorten, vooral uit de onderfamilie van de Choraginae, zijn minder fors van bouw en hebben geen bijzonder uitgerekte monddelen. De voelsprieten van de Anthribidae zijn niet geknikt en kunnen opvallend lang zijn. In enkele gevallen overschrijden deze zelfs het halsschild tot ver over de dekschilden. Hun Nederlandstalige benaming als 'bok'snuitkevers ontlenen ze, naar analogie met de 'boktorren' (Cerambycidae), aan deze lange voelsprieten.

## Levenswijze
Boksnuitkevers worden overwegend aangetroffen op de stam, takken of onder de schors van stervend en dood hout. Niet zelden is het hout met schimmels en zwammen doorgroeid. Enkele soorten vertonen een bleek vlekkenpatroon op dekschilden en kop waardoor zij op het mycelium en de zwammen niet opvallen. De larven van de Anthribidae ontwikkelen zich in dood en beschimmeld hout waarbinnen ze gangen graven. Mogelijk is er een verband tussen de graad van beschimmeling van het hout en de ontwikkeling van de larven. De volwassen dieren van de meeste soorten zijn mycetofaag en voeden zich met schimmels op of onder de schors. Soorten in het geslacht Brachytarsus zijn zoöfaag en maken onder schors jacht op schild- en bladluizen. Araecerus coffeae is een andere uitzondering. Deze exoot uit de tropen wordt met koffie- en cacaobonen geïmporteerd, waarbinnen zich de larven ontwikkelen.

## Verspreiding
In Europa komen 67 soorten boksnuitkevers voor waarbij 25 soorten bekend zijn voor Midden-Europa. In Nederland werden 10 soorten waargenomen (Nederlands Soortenregister), België meldt 21 soorten (Curculionoidea de Belgique) en voor Duitsland zijn eveneens 21 soorten gekend (Verzeichnis der Käfer Deutschlands). De familie wordt onderverdeeld in drie onderfamilies; Anthribinae, Choraginae en Urodontinae. Boksnuitkevers uit de onderfamilie van de Anthribinae zijn het meest soortenrijk en worden doorgaans frequent aangetroffen. Zo behoren Platyrhinus resinosus (Scopoli, 1763), Platystomos albinus (Linnaeus, 1758) en Tropideres albirostris (Schaller, 1783) tot algemene Anthribidae in onze bosgebieden.

## Onderverdeling
De familie is als volgt onderverdeeld:
- Onderfamilie Anthribinae Billberg, 1820
  - Tribus Anthribini Billberg, 1820
  - Tribus Basitropini Lacordaire, 1865
  - Tribus Corrhecerini Lacordaire, 1865
  - Tribus Cratoparini LeConte, 1876
  - Tribus Cretanthribini Legalov, 2009  †
  - Tribus Decataphanini Lacordaire, 1865
  - Tribus Discotenini Lacordaire, 1865
    - Geslacht Holophloeus Jordan, 1928[3]
      - Holophloeus loebli Trýzna & Baňař, 2020[4]
      - Holophloeus tuberosus (Fairmaire, 1897)[5]

  - Tribus Ecelonerini Lacordaire, 1865
  - Tribus Ischnocerini Lacordaire, 1865
  - Tribus Gymnognathini Valentine, 1960
  - Tribus Jordanthribini Morimoto, 1980
  - Tribus Mauiini Valentine, 1990
  - Tribus Mecocerini Lacordaire, 1865
  - Tribus Mycteini Morimoto, 1972
  - Tribus Ozotomerini Morimoto, 1972
  - Tribus Piesocorynini Valentine, 1960
  - Tribus Platyrhinini Bedel, 1882
  - Tribus Platystomini Pierce, 1916
  - Tribus Proscoporhinini Lacordaire, 1865
  - Tribus Ptychoderini Jekel, 1855
  - Tribus Sintorini Lacordaire, 1865
  - Tribus Stenocerini Kolbe, 1895
  - Tribus Tophoderini Lacordaire, 1865
  - Tribus Trigonorhinini Valentine, 1999
  - Tribus Tropiderini Lacordaire, 1865
  - Tribus Xenocerini Lacordaire, 1865
  - Tribus Xylinadini Lacordaire, 1865
  - Tribus Zygaenodini Lacordaire, 1865
- Onderfamilie Choraginae Kirby, 1819
  - Tribus Apolectini Lacordaire, 1865
  - Tribus Araecerini Lacordaire, 1865
  - Tribus Cisanthribini Zimmerman, 1994
  - Tribus Choragini Kirby, 1819
  - Tribus Valenfriesiini Alonso-Zarazaga and Lyal, 1999
  - Tribus Xenorchestini Lacordaire, 1865
- Onderfamilie Urodontinae Thomson, 1859

## Soortenoverzicht
Anthribinae Billberg, 1820
- Allandrus
  - Allandrus fuscipennis (Guillebeau 1891)
  - Allandrus munieri (Bedel 1882)
  - Allandrus therondi (Tempère 1954)
  - Allandrus undulatus (Panzer 1795)
- Anthribus
  - Anthribus fasciatus Forster 1770
  - Anthribus nebulosus Forster 1770
  - Anthribus scapularis (Gebler 1833)
  - Anthribus subroseus Reitter 1916
- Dissoleucas
  - Dissoleucas niveirostris (Fabricius 1798)
- Enedreytes
  - Enedreytes hilaris Fåhraeus 1839
  - Enedreytes sepicola (Fabricius 1792)
- Eusphyrus
  - Eusphyrus vasconicus (Hoffmann 1954)
- Gonotropis
  - Gonotropis dorsalis (Thunberg 1796)
  - Gonotropis gibbosa LeConte 1876
- Noxius
  - Noxius curtirostris (Mulsant & Rey 1861)
- Opanthribus
  - Opanthribus tessellatus (Boheman 1829)
- Phaenotheriolum
  - Phaenotheriolum espagnoli (González 1969)
- Phaenotherion
  - Phaenotherion fasciculatum kuchtae Frieser 1955
  - Phaenotherion fasciculatum Reitter 1891
  - Phaenotherion ganglbaueri Apfelbeck 1918
  - Phaenotherion graecum Frieser 1995
  - Phaenotherion knirschi Breit 1912
  - Phaenotherion pulszkyi Frivaldszky 1878
  - Phaenotherion zellichi Ganglbauer 1903
- Phaeochrotes
  - Phaeochrotes pudens (Gyllenhaal 1833)
- Platyrhinus
  - Platyrhinus resinosus (Scopoli 1763)
- Platystomos
  - Platystomos albinus (Linnaeus 1758)
- Pseudeuparius
  - Pseudeuparius centromaculatus (Gyllenhaal 1833)
- Rhaphitropis
  - Rhaphitropis marchica (Herbst 1797)
  - Rhaphitropis oxyacanthae (Brisout 1863)
- Sphinctotropis
  - Sphinctotropis corsicus (T.A. Marshall 1902)
- Trigonorhinus
  - Trigonorhinus areolatus (Boheman 1845)
  - Trigonorhinus zeae (Wolfrum 1931)
- Tropideres
  - Tropideres albirostris (Schaller 1783)
- Ulorhinus
  - Ulorhinus bilineatus (Germar 1819)

Choraginae Kirby, 1819
- Araecerus
  - Araecerus coffeae (Fabricius 1801)
- Araeocerodes
  - Araeocerodes grenieri (Brisout 1867)
- Choragus
  - Choragus aureolineatus Abeille 1893
  - Choragus horni Wolfrum 1930
  - Choragus rogei Frieser 2002
  - Choragus sheppardi Kirby 1819
  - Choragus theryi Abeille 1893
- Pseudochoragus
  - Pseudochoragus piceus (Schaum 1845)
- Xenorchestes
  - Xenorchestes saltitans Wollaston 1854

Urodontinae C.G. Thompson, 1859
- Bruchela
  - Bruchela albida (Küster 1848)
  - Bruchela anatolica (Pic 1904)
  - Bruchela angelovi (Strejcek & Cocev 1994)
  - Bruchela cana (Küster 1848)
  - Bruchela carpetana (K. Daniel 1906)
  - Bruchela concolor (Fåhraeus 1839)
  - Bruchela conformis (Suffrian 1845)
  - Bruchela flavescens (Küster 1850)
  - Bruchela korbi (Schilsky 1904)
  - Bruchela musculus (K. Daniel 1903)
  - Bruchela orientalis (Strejcek 1982)
  - Bruchela pygmaea (Gyllenhaal 1833)
  - Bruchela rufipes (Olivier 1790)
  - Bruchela schusteri (Schilsky 1912)
  - Bruchela suturalis (Fabricius 1792)
  - Bruchela testaceipes (Reiche 1861)
- Cercomorphus
  - Cercomorphus abbreviatus Reitter 1896
  - Cercomorphus bicolor Abeille 1895
  - Cercomorphus duvalii Perris 1864
  - Cercomorphus ragusae (Reitter 1875)

## Galerij

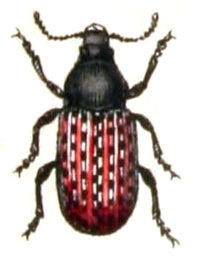
Anthribus fasciatus Forster 1770 - bron:Calwer
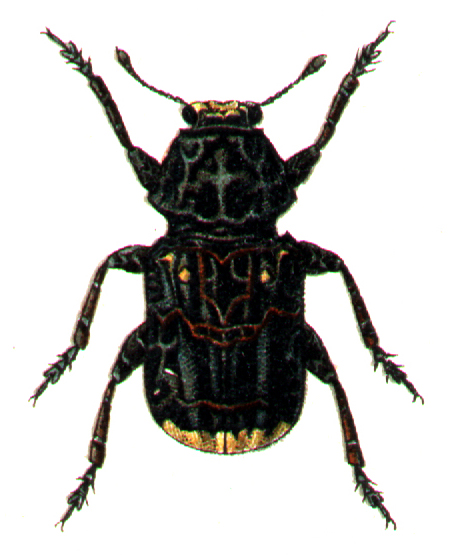
Platyrhinus resinosus (Scopoli 1763) - bron:Calwer
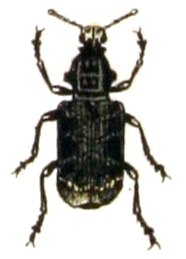
P. resinosus (Scopoli 1763) - bron:Calwer
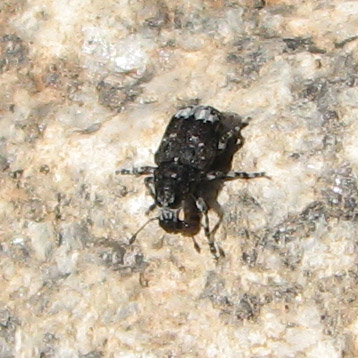
Platystomos albinus (Linnaeus 1758), vrouwelijk
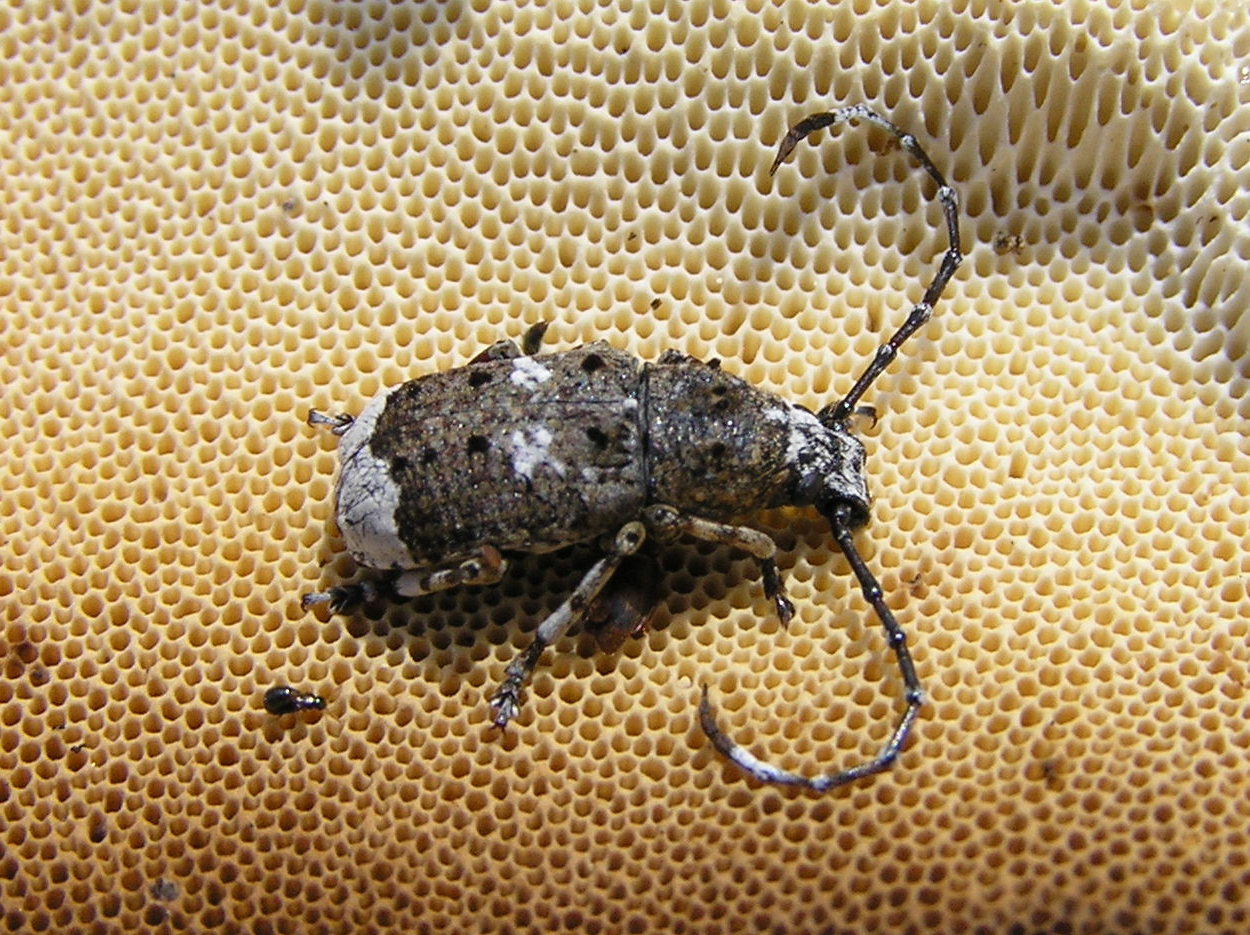
P. albinus (Linnaeus 1758), mannelijk
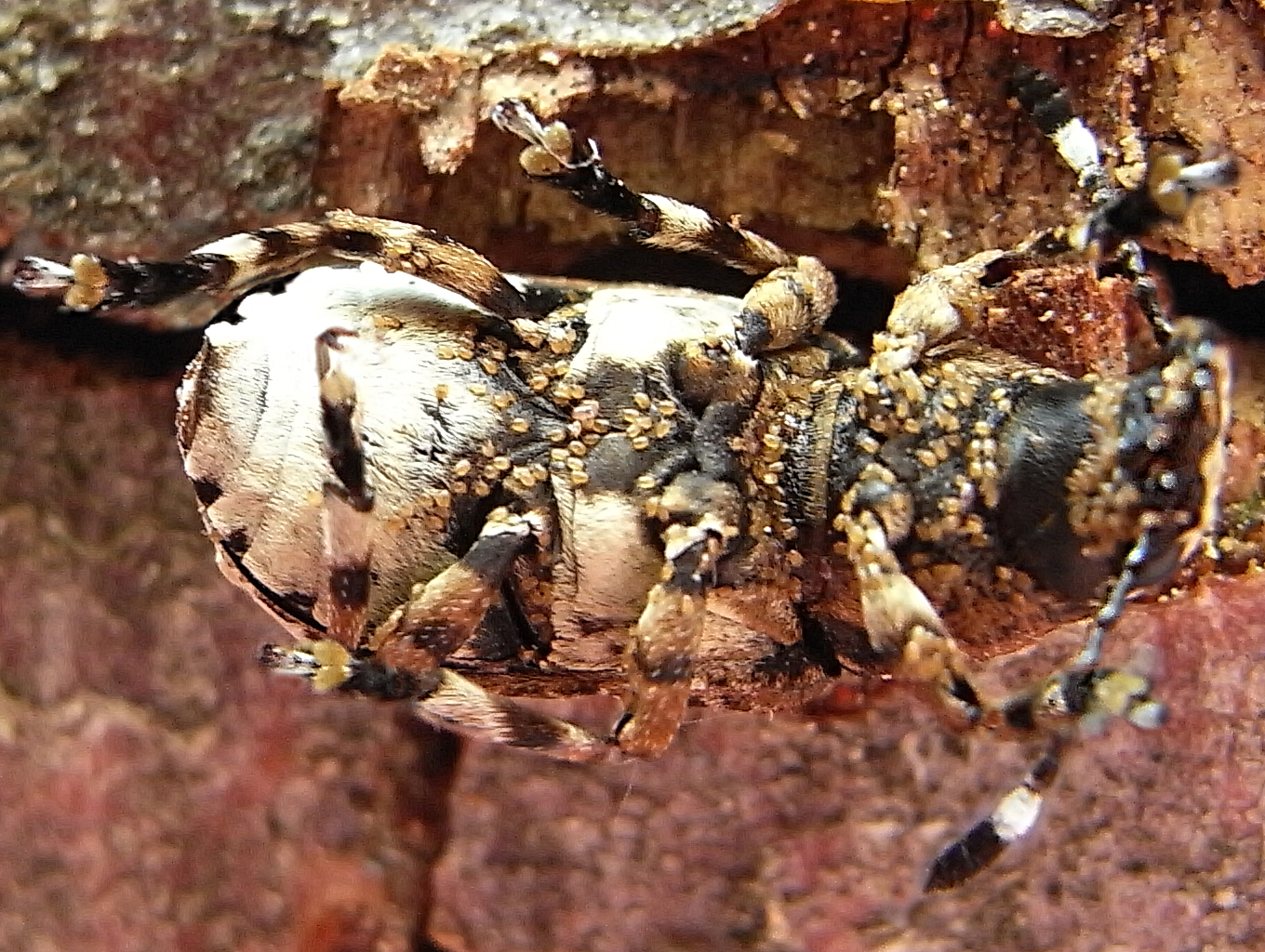
P. albinus (Linnaeus 1758), ventraal
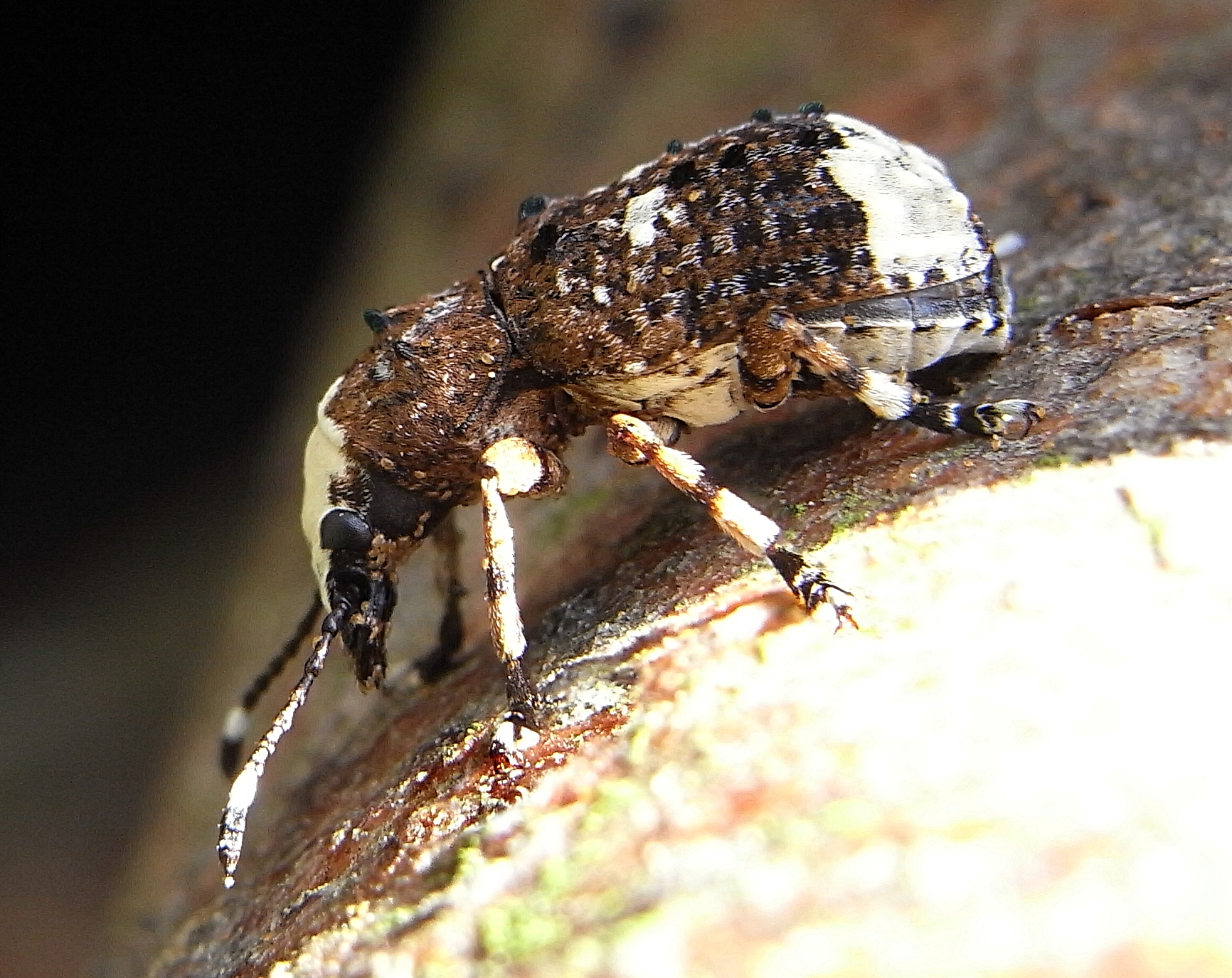
P. albinus (Linnaeus 1758), lateraal
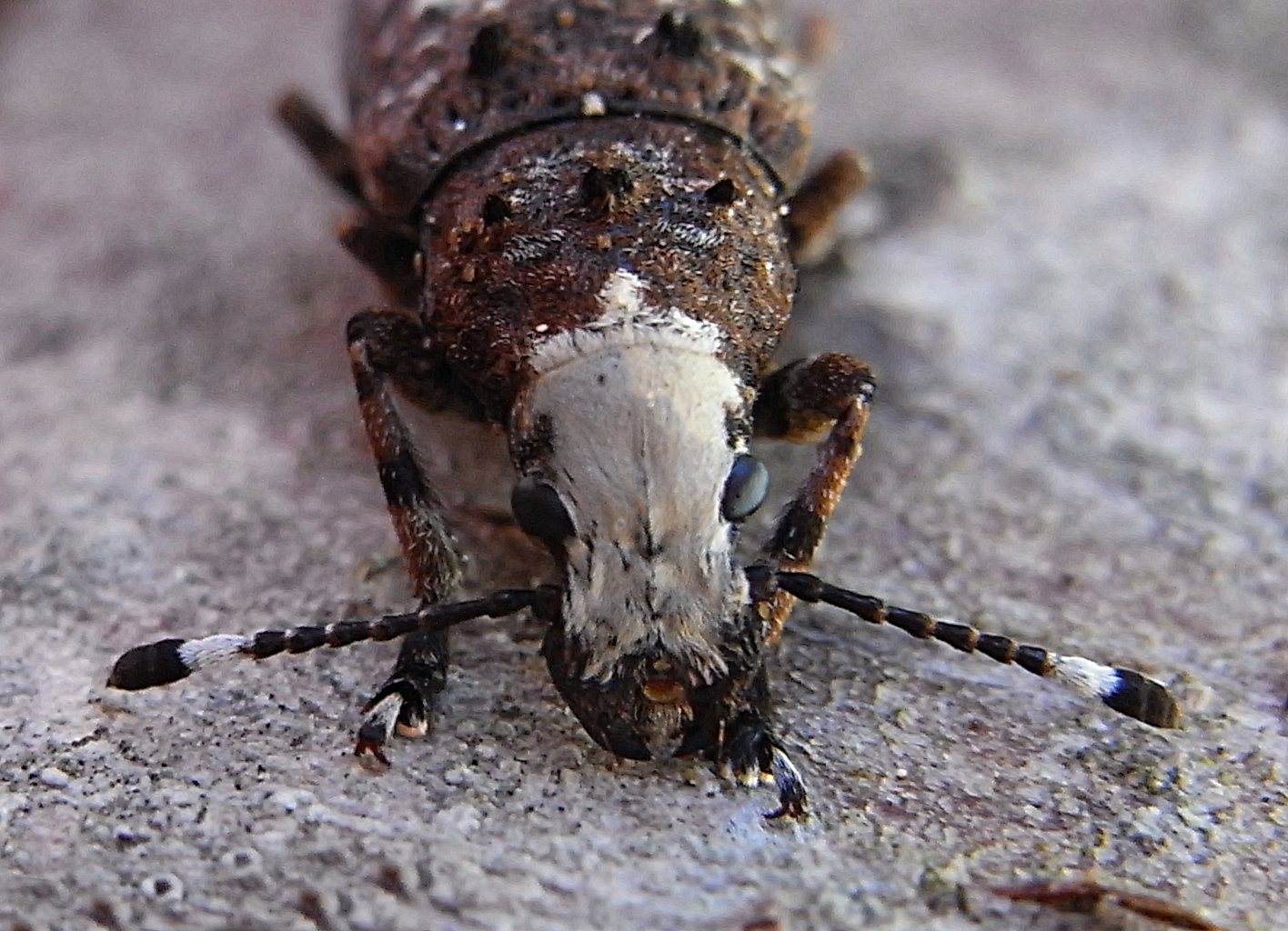
P. albinus (Linnaeus 1758), frontaal
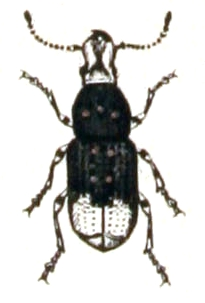
P. albinus (Linnaeus 1758) - bron:Calwer
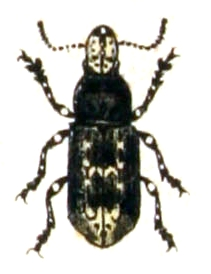
Tropideres albirostris (Schaller 1783) - bron:Calwer